# Ruja, Cemerivți
Ruja (în ucraineană Ружа) este un sat în comuna Kormîlcea din raionul Cemerivți, regiunea Hmelnîțkîi, Ucraina.

## Demografie
Componența lingvistică a localității Ruja
     Ucraineană (99,3%)
     Alte limbi (0,7%)
Conform recensământului din 2001, majoritatea populației localității Ruja era vorbitoare de ucraineană (99,3%), existând în minoritate și vorbitori de alte limbi.